# Kahls kaffe AB
Kahls kaffe är ett kafferosteri som ligger i Göteborg. Verksamheten startades av Carl Birger Nilsson 1911.   Namnet kom först i samband med att den första butiken öppnade på Nordenskiöldsgatan i Göteborg. Totalt öppnades tio butiker i Göteborg innan de på 1950-talet fick läggas ned på grund av dålig lönsamhet. Idag drivs företaget av tredje generationen Nilsson. I sitt sortiment har de bland annat Jamaica Blue Mountain samt ett stort antal olika kaffesorter från hela världen.